# Carry That Weight
A Carry That Weight az angol rockzenekar, a The Beatles dala az 1969-es Abbey Road albumról. Paul McCartney írta, és Lennon–McCartney szerzemény, amely a hetedik és egyben utolsó előtti dal a nagy zenei egyvelegből. Mind a négy Beatle-tag kórusban, egységes énekel, ami ritkaság a dalaikban. A Golden Slumbers és a The End dal között helyezkedik el.
A középső zenei híd híd – ami rézfúvós hangszereket, elektromos gitárt és éneket tartalmaz – a You Never Give Me Your Money kezdetét idézi, de más szövegekkel. A befejezés is visszaadja az arpeggio gitár motívumot.

## Értelmezése
Ian MacDonald zenekritikus a dalszövegeket a csoport elismeréseként értelmezte, hogy egyéni művészként semmi sem lenne egyenlő azzal, amit együtt értek el, és mindig viselni fogják Beatle múltjuk súlyát. McCartney szerint a dal az együttes üzleti nehézségeiről és az Apple akkori légköréről szól. Az Imagine: John Lennon című filmben John Lennon azt mondja, hogy McCartney „mindannyiunkról énekelt”.

## Rögzítése
McCartney bandatársainak a szerzeményt a Twickenham Studios előadásain mutatta be. 1969. január 6-án McCartney könnyed dalként javasolta Ringonak a befejezetlen szerzeményét, amelyet az Act Naturally című dal (amely a brit Help! és az amerikai Yesterday and Today albumon szerepelt) mintájára énekelt volna fel.
1969. július 2-án kezdték el a Golden Slumbers/Carry That Weight egy darabként történő rögzítését. McCartney, George Harrison és Ringo Starr 15 felvételt rögzítettek a két dalból, miközben Lennon kórházban tartózkodott, mert egy skóciai autóbaleseten sérülést szenvedett.
A zenei alapon McCartney zongorán, Harrison basszusgitáron és Starr dobon játszott. A legjobb felvételek a 13. és 15. számúak voltak, amelyeket július 3-án együtt szerkesztettek. Aznap és a következő napon McCartney hangeffektusokat addot hozzá az énekéhez és ritmusgitárjához, Harrison pedig szólógitáron játszott, és mindhárman elénekelték a refrént.
Július 30-án újabb énekhangokat adtak hozzá, köztük Lennonét is, aki július 9-ére újra csatlakozott az ülésekhez. Július 31-én még több éneket, üstdob és dob hangzásokat adtak hozzá. Az összesen 30 zenészből álló kórus énekét augusztus 15-én rögzítették.

## Közreműködött
Ian MacDonald szerint:

### The Beatles
Paul McCartney – duplázott ének, vokál, zongora, ritmusgitár
John Lennon – vokál
George Harrison – vokál, basszusgitár, szólógitár
Ringo Starr – vokál, dob

### További zenészek
Ismeretlenek – 12 hegedű, 4 brácsa, 4 gordonka, 1 nagybőgő, 4 kürt, 3 trombita, 1 harsona, 1 basszusharsona
George Martin – zenekari átdolgozás

## Fordítás
Ez a szócikk részben vagy egészben  a   Carry That Weight című angol Wikipédia-szócikk fordításán alapul.  Az eredeti cikk szerkesztőit annak laptörténete sorolja fel. Ez a jelzés csupán a megfogalmazás eredetét és a szerzői jogokat jelzi, nem szolgál a cikkben szereplő információk forrásmegjelöléseként.

## Külső hivatkozások
Allan W. Pollack megjegyzései a Carry That Weight dalról